# Bulnesia retama
Bulnesia retama es un árbol de pequeño porte de la familia Zygophyllaceae que se distribuye en el Gran Chaco y la Provincia Fitogeográfica del monte. Se da en Sudamérica, particularmente en Argentina, Paraguay y Perú. 

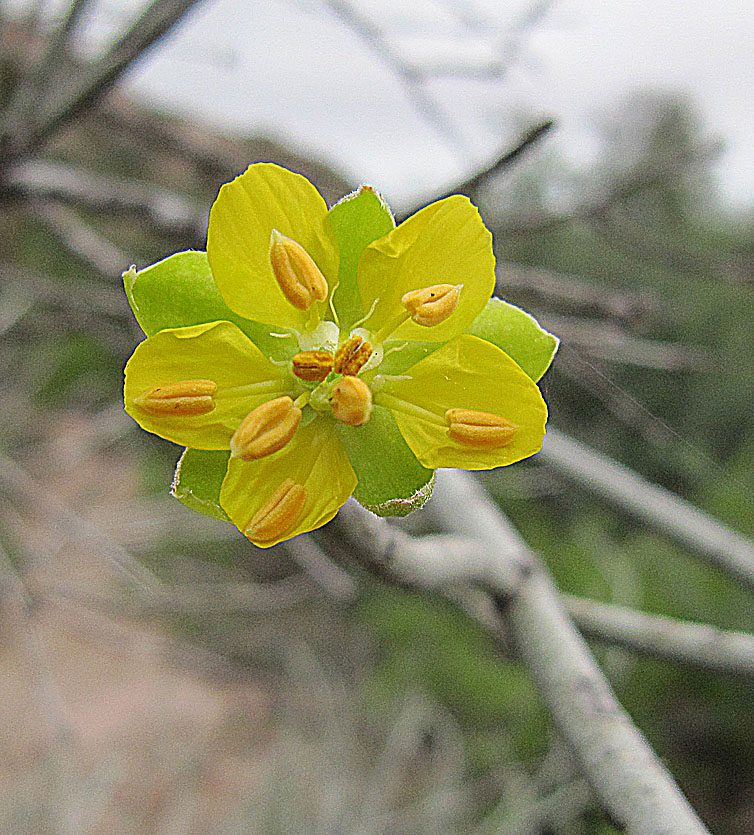
Detalle de la flor

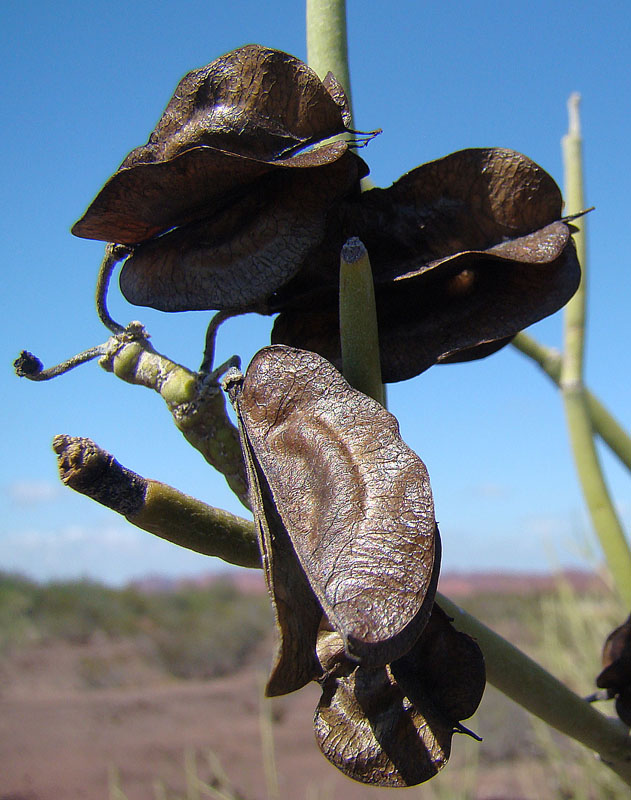
Fruto

## Descripción
Es un árbol de hasta 6 m de altura, en zonas húmedas o con aporte extra de agua, o bien arbusto, con tronco ramificado desde el suelo, en zonas intermedias. Y, adopta la forma de mata, a veces de poca altura, en zona árida y/o ventosa. Pero siempre aparece la formación de cera sobre la superficie de las partes jóvenes. 
Tronco grueso, corto, verde ceniciento, ramificado desde la base; ramas gruesas cilíndricas, poco ramificadas, lisas y quebradizas, cuando jóvenes con pubescencia adpresa, luego glabrescentes y así cubiertas de una capa blanquecina que se pulveriza al tocarla. 
Hojas compuestas, paripinadas, pequeñas, de 2-4 yugas de hasta 3 x 5 mm oblongas, mucronuladas, pubescentes; estas hojas sólo se encuentran en las ramas muy jóvenes ya que tienen poca permanencia en la planta. 2-estípulas, de hasta 2 mm, ovoideas, agudas. Flores hermofroditas, amarillas en dicasios bifloros; constituyen la flor oficial de San Juan, Argentina. Fruto cápsula 5-alada de 3 x 2,5 cm; semilla oblongoreniforme de 9 x 3 mm
Follaje caduco con foliación poco persistente, pierden las hojas al comienzo de la floración. La planta se activa al disponer de humedad. Los tallos y las ramas son fotosintetizantes. El ciclo de fijación de carbono es Carbono 3

## Usos
Ha sufrido una intensa sobreexplotación, principalmente para viñedos, postes, leña y cera.
Su madera es marrón, negra, y verde (varía en color de verde oliva suave a chocolate), con nudos. El ritidoma (corteza) es mayormente fino y amarillento leve. La densidad de esta madera es entre 0,92 a 1,1 g/cm³.
Se emplea para grabados y cuando se necesita una madera durable. De su madera se extrae un tipo de aceite: aceite de guaiac (o guayacol) para ingrediente de perfumes. Su resina puede obtenerse con solventes orgánicos, empleada para hacer barniz y pinturas oscuras.
Es apreciado por sus propiedades protectoras de la piel humana con su esencia. Da un buen carbón y vigas de alta calidad. Igniciona fácilmente, y produce un humo fragante. Los nativos de la región del Chaco emplean la corteza para tratar problemas de estómago.

### Cera vegetal
De buena calidad, cuyo proceso de obtención consiste en extraer, mediante poda, las ramas portadoras de la cera. 
Un retamo grande de 5 m de altura da 300 kg de ramas verdes (o 200 kg de ramas secas), pudiendo presentar una densidad promedio de 30 individuos/ha; con una producción de unos 6 t de ramas secas/ha 
La poda se realiza aproximadamente cada 7 años en las áreas más favorables, por lo que la productividad es de unos 30 kg de ramas secas por individuo/año, con una producción de 1 t de ramas secas/ha/año. 
El rendimiento de cera pura oscila según el procedimiento empleado, entre un 2% a un 5%/t de ramaje seco. La productividad máxima por planta es de unos 500 g por planta/año y por lo tanto alrededor de 15 kg/ha/año. Estos valores disminuyen hacia los sitios de menores aportes hídricos, llegando a valores de 3 a 5 kg de cera pura/ha/año. 

## Ecología
Es la especie más austral del género, típicamente argentina, se la considera evolutivamente convergente con Cercidium microphyllum de Norteamérica.

## Taxonomía
Bulnesia retama fue descrita por (Gillies ex Hook. & Arn.) Griseb.  y publicado en Abhandlungen der Königlichen Gesellschaft der Wissenschaften zu Göttingen 19: 106. 1874.
Sinonimia
- Bulnesia macrocarpa Phil.
- Bulnesia retamo var. weberbaueri Engl.
- Zygophyllum retama Gillies ex Hook. & Arn. basónimo

## Nombres comunes
Retamo (Argentina), calato (Perú) 